# Courtonne-la-Meurdrac
Courtonne-la-Meurdrac é uma comuna francesa na região administrativa da Normandia, no departamento Calvados. Estende-se por uma área de 12,69 km². Em 2010 a comuna tinha 678 habitantes (densidade: 53,4 hab./km²).